# Карьялайнен, Ахти
Ахти Калле Самули Карьялайнен (фин. Ahti Kalle Samuli Karjalainen; 10 февраля 1923, Хирвенсалми, Миккели — 7 сентября 1990, Хельсинки) — финский политический деятель, премьер-министр Финляндии в 1962—1963, 1970—1971 годах. Считается одним из самых влиятельных политиков в послевоенной истории Финляндии.

## Биография
Родился в семье фермеров. Во время Зимней войны, в возрасте 16 лет, пошёл волонтёром в радиоразведку. В 1946 году получил степень бакалавра в области политологии факультета социальных наук Хельсинкского университета, в 1959 году — степень доктора политологии.
В 1950 году был назначен личным секретарём премьер-министра Урхо Кекконена. На этом посту оставался последующие 6 лет, пока Кекконен не стал президентом Финляндии.
- 1957—1959 гг. — министр финансов,
- 1959—1961 гг. — министр внешней торговли,
- 1961, 1964—1970 и 1972—1975 гг. — заместитель премьер-министра и министр иностранных дел,
- 1962—1963 и 1970—1971 гг. — премьер-министр Финляндии, осуществил частичное дерегулирование цен на продукты питания и инициировал проведение так называемой всеобъемлющей политики доходов,
- 1976—1977 гг. — заместитель премьер-министра и министр финансов,
- 1979 г. — вице-президент Банка Финляндии,
- 1979—1982 гг. — и. о. председателя Совета директоров,
- 1982—1983 гг. — генеральный директор Банка Финляндии. Был освобождён от должности президентом Мауно Койвисто c формулировкой «в интересах общего блага.» За несколько дней до этого он покинул ряды партии Центра. Это стало следствием инцидента в октябре 1982 г., в ситуации роста инфляции политик не смог дать интервью СМИ, поскольку, по их утверждениям, был настолько пьян, что не мог связать нескольких слов. За этим последовала 6%-процентная девальвация финской марки и месячный больничный главы национального Банка.

На президентских выборах 1962, 1968 и 1978 возглавлял коллегию выборщиков.
В конце 1970-х годов ухудшились его отношения с президентом Кекконеном, который начал видеть в Карьялайнене конкурента и кроме того тот ещё в 1972 году предлагал ограничить президентский мандат четырьмя годами. В 1977 году в результате внутриполитических интриг в адрес политика прозвучали обвинения, что он вступил в сговор с руководством Советского Союза, чтобы занять президентский пост. Однако в 1981 году его отношения с президентом Кекконеном улучшились и он даже рассматривался в качестве нового премьер-министра страны. Внезапная болезнь и отставка президента Кекконена открыла борьбу за пост главы государства. Карьялайнен рассматривался в качестве основного преемника, но неожиданно проиграл партийное голосование.